# Autarquia
Autarquia (do Grego αuταρχία, composto de αuτός (si mesmo) e αρχω (comandar), ou seja, "comandar a si mesmo" ou "auto comandar-se", autarcia, que é um conceito pertinente a vários campos, mas, sempre lidando com a ideia geral de algo que exerce poder sobre si mesmo.

## Na filosofia
Dos vocabulários estoico e cínico pode-se dizer que é a condição de auto-suficiência do sábio, a quem basta ser virtuoso para ser feliz.[carece de fontes?]
Em relação ao conhecimento, ao contrário de Platão, Antístenes rejeitava os valores dos universais.[carece de fontes?]
O filósofo afirmava que só existem essências individuais das coisas, e cada uma delas se conhece por meio de uma intuição indivisível.[carece de fontes?]
Ainda segundo Antístenes, é possível comparar as coisas, mas não estabelecer julgamentos ou definir atributos a seu respeito, pois isso corresponde a misturar essências distintas. O resultado é uma renúncia ao saber: só é necessário conhecer aquilo de que se precisa para viver.[carece de fontes?]

## Na política, na economia e no comércio internacional
No estudo da economia, autarquia é a qualidade de ser autossuficiente. Tipicamente, o termo é aplicado a estados-nação ou às suas políticas econômicas. A autarquia existe se a entidade consegue sobreviver ou manter as suas atividades sem apoio externo.
A autarquia pode ser usada para apelidar a política de um estado ou entidade que visa ser auto-suficiente como um todo, mas também pode visar apenas uma área mais restrita, como a posse de matéria-prima essencial.[carece de fontes?]
A autarquia não tem necessariamente que ser econômica. Por exemplo, uma autarquia militar seria a situação em que se poderia defender sem recurso a outros países de guerra.[carece de fontes?]

## No direito de vários países

### Direito administrativo brasileiro
No âmbito do direito administrativo brasileiro, autarquias são pessoas jurídicas de direito público, criadas por lei específica (art. 37, XIX, da constituição federal), que dispõem de patrimônio próprio e realizam atividades típicas do Estado, de forma descentralizada. 
As autarquias brasileiras são aproximadamente equivalentes ao que, na ordem jurídica de outros países de língua portuguesa, são referidos como "institutos públicos".

### Direito moçambicano
Em Moçambique, as autarquias locais são uma forma do Poder Local, conforme definido em título próprio na Constituição, e compreendem os municípios e as povoações. Os municípios correspondem ao território das cidades e vilas; as povoações, aos territórios das sedes dos postos administrativos, aos quais o Estado pode conferir o poder de autogovernarem-se, através de órgãos representativos da sua população.
O quadro legal das autarquias locais foi adotado através da Lei nº 2/97, que define a composição dos órgãos do poder local e as suas responsabilidades.

### Direito constitucional português
Em Portugal, o termo "autarquia" é hoje praticamente apenas aplicado às "autarquias locais", que são as diferentes formas de divisão administrativa do território do país.
Presentemente, existem duas categorias de autarquias locais: os municípios e as freguesias. A Constituição prevê também a eventual criação de regiões administrativas e de outras autarquias territoriais especiais nas grandes áreas urbanas e nas ilhas. Não se confudem com as autarquias as regiões autónomas, que além de atribuições administrativas também têm poder político legislativo limitado.
No passado, houve outras formas de organização administrativa do território em Portugal. Os distritos (nos períodos de 1878–1892, de 1913–1937 e de 1959–1976) e as províncias (no período de 1937–1959).
As eleições para os órgãos representativos das autarquias locais são designadas "eleições autárquicas". São designados "autarcas" os membros eleitos dos órgãos das autarquias locais, sobretudo aqueles que têm funções executivas (câmaras municipais e juntas de freguesia).

#### Na história portuguesa
O uso generalizado do termo "autarquia" surgiu em Portugal durante o regime corporativo implementado pelo Estado Novo, com um sentido mais abrangente do que o usado atualmente.
As autarquias constituíam uns dos elementos fundamentais da organização corporativa do país, constituindo organismos dotados de personalidade jurídica representativos de comunidades territoriais (freguesias, municípios, províncias e mais tarde distritos), de grupos profissionais e económicos (sindicatos, grémios, casas do povo, casas dos pescadores, bem como as suas federações e uniões e as corporações) e de pessoas morais (misericórdias, universidades, etc.). As freguesias, os municípios e outras autarquias de âmbito territorial eram referidas especificamente como "autarquias locais".
Com o fim do Estado Novo e do seu regime corporativo após a revolução de 25 de abril de 1974, desapareceu o conceito corporativo de autarquia, com exceção das autarquias locais. Desde então, o termo "autarquia" passou a ser usado num âmbito muito mais restrito, sendo essencialmente associado apenas às autarquias locais (atualmente, freguesias e municípios), caindo em desuso a sua utilização para se referir a outro tipo de organismos.